# Estadi de l'Abbé-Deschamps
L'Estadi de l'Abbé-Deschamps (o Stade de l'Abbé-Deschamps) és un estadi de futbol situat a Auxerre (França), propietat de l'AJ Auxerre, que té una capacitat de 18.541 espectadors i unes dimensions de 105x68.

## Enllaços externs

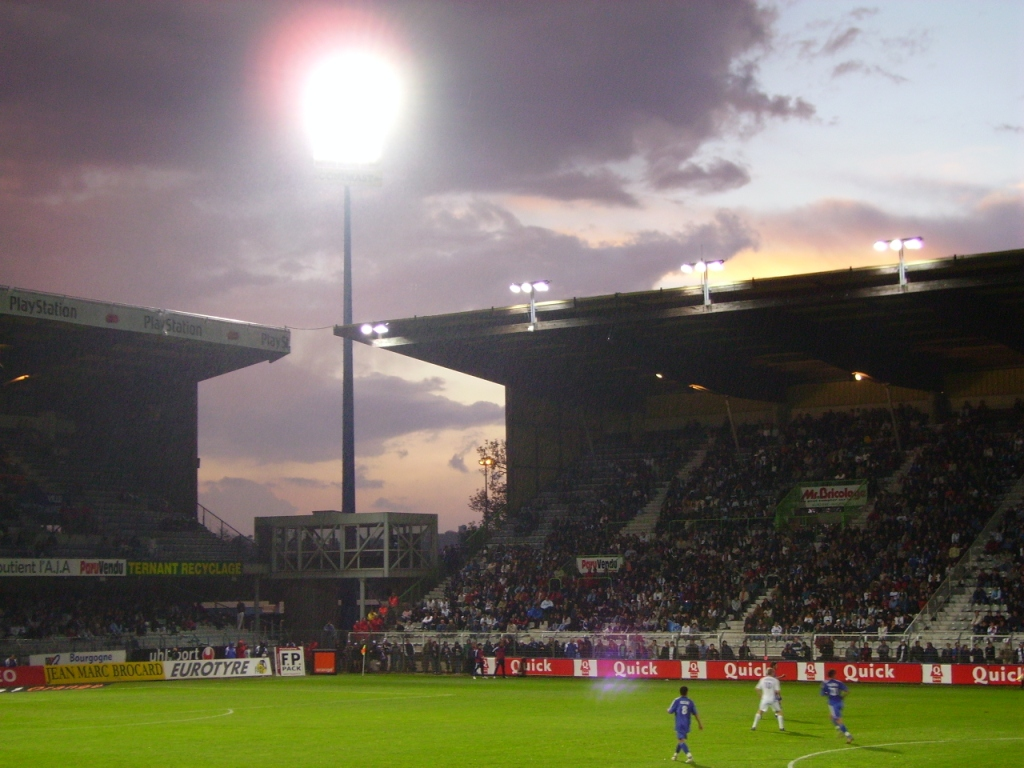
Estadi Abbé-Deschamps.